# إجهاد قديم
الإجهاد القديم هو مجموعة فرعية من الإجهاد الميكانيكي يندرج تحت إطار علم الجيولوجيا. ويمكن أن تتسبب التغيرات التي تشهدها حقول الإجهاد داخل القشرة الأرضية في مجموعة متنوعة من الاستجابات الميكانيكية:
- المجهرية:

- تشوه البلور، بما في ذلك التوأمية،
- الضغط الانحلالي
- الكسور المجهرية،
- المكتنفات السائلة المحاذية.

- الماكروسكوبية:

- الطية
- الانهيار
- الفالق (هو انهيار مصحوب بانحراف الأجسام الصخرية في أي من جوانب سطح الانهيار)

تقليديًا، يطلق على التشوه المتمثل إما في الطية أو الانهيار بدون إذابة إجماليًا اسم الانفعال الميكانيكي.
وقد يكون كل من الانفعال الماكروسكوبي والمجهري مرنًا، ولا يوجد فقط إلا في حالة وجود إجهاد تفاضلي، أو ربما يكون غير مرن—أي أن التشوه الناتج عن حدث إجهاد معين يظل موجودًا حتى بعد إزالة الإجهاد. وفي الحالة الأخيرة، إذا كان من الممكن الاستدلال على التشوه غير المرن، حقل الإجهاد المسؤول عن التشوه، يكون حينها الإجهاد القديم.
ويعد التحليل الكلاسيكي لأندرسون للفوالق تطبيقًا بسيطًا لتحليل الإجهاد القديم من حيث العناصر الأساسية للإجهاد.
اتسع نطاق توليف قياسات الإجهاد المعاصرة لزوباك وزوباك (1986) في أمريكا الشمالية لاحقًا لتصبح دراسة عالمية (زوباك وآخرون، 1989) استمرت تحت اسم مشروع الإجهاد العالمي. ولا تتأهل سوى مجموعة فرعية صغيرة من القياسات في قاعدة بيانات مشروع الإجهاد العالمي لتكون إجهادات قديمة.
تم إجراء عدد من الدراسات الإقليمية عن الإجهادات القديمة، بما في ذلك أوروبا (بيرجرات، 1987) وأمريكا الشمالية (المجمعة بواسطة بيرد، 2002؛ بيلجر، 2003) وأستراليا (بيلجر، 1982).